# Fonte dos Quatro Leões

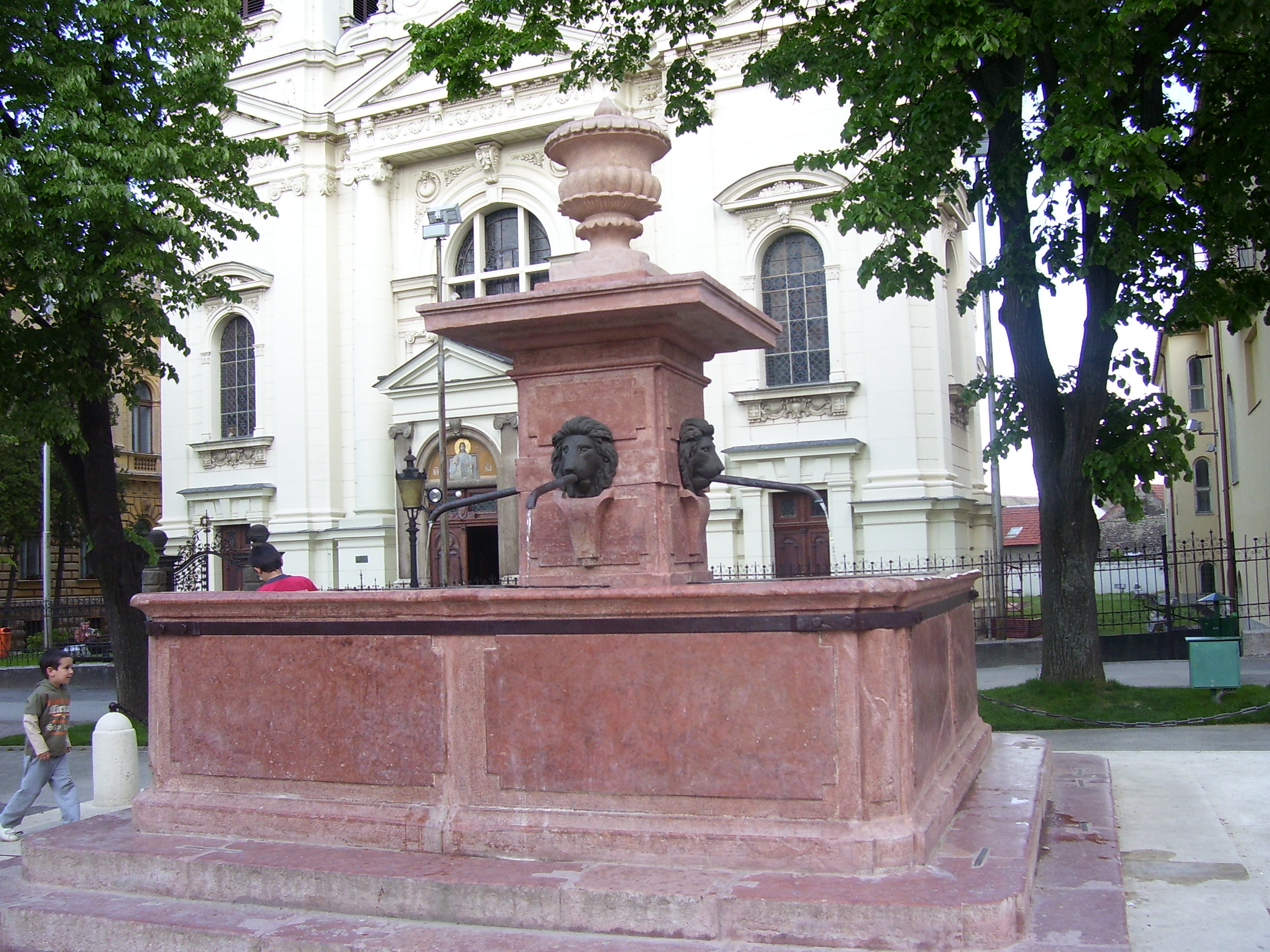
Fonte "Quatro Leões" após reconstrução

A Fonte "Quatro Leões" em Sremski Karlovci, Sérvia, está localizada na Praça Branko Radičević, a praça principal da cidade.
Foi construído em 1799, como coroamento do primeiro sistema de abastecimento de água da cidade. O arquiteto principal foi o italiano Giuseppe Aprili, que projetou esta fonte em estilo barroco, em mármore vermelho. Desde então, a fonte se tornou o símbolo de Karlovci. Existe uma lenda interessante sobre a fonte, que diz que todos os que beberem água dela retornarão a Karlovci e se casarão .

A fonte foi completamente renovada em 2007, graças à doação do Professor Miodrag Radulovacki .

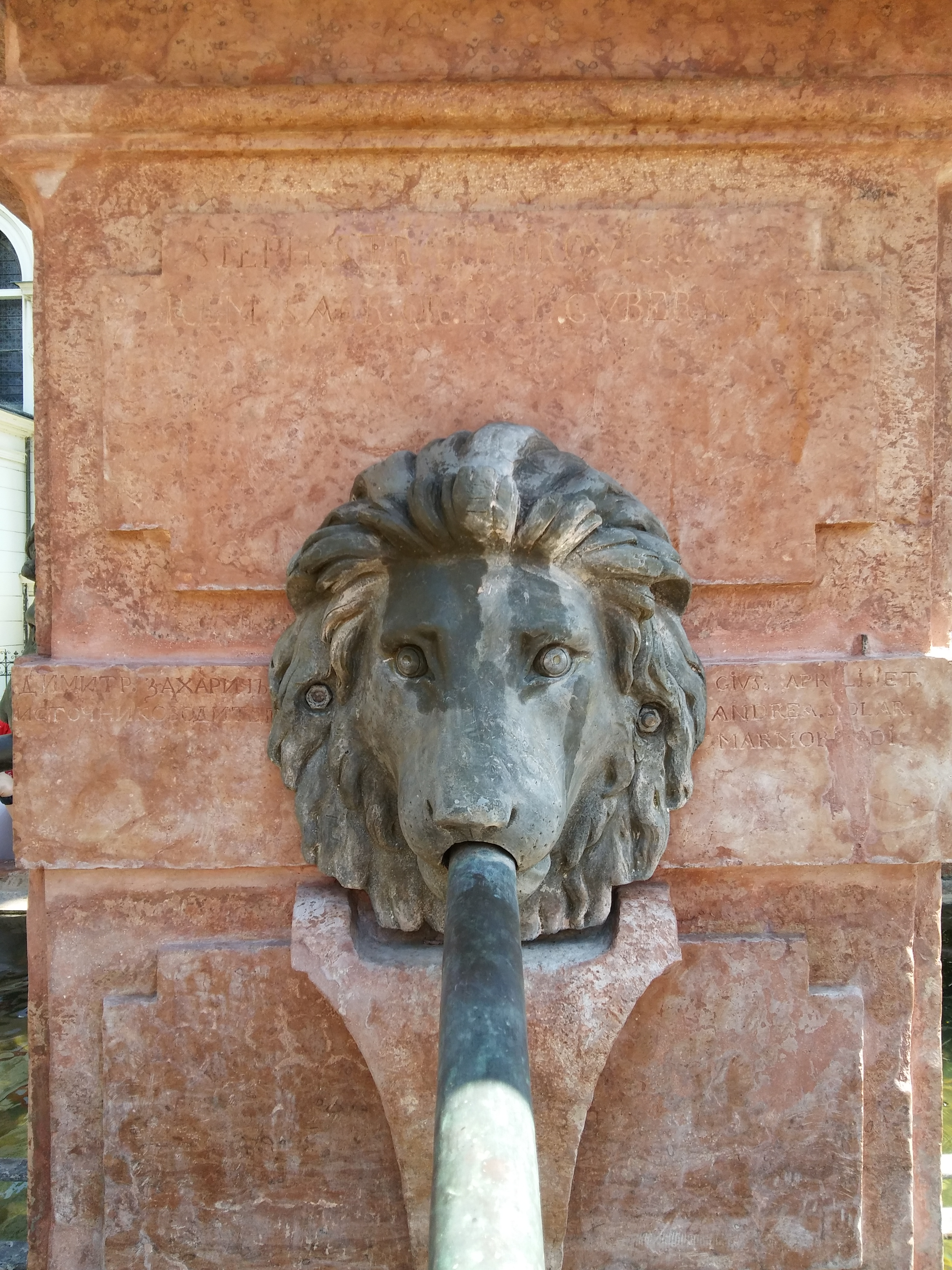
Fonte dos Quatro Leões em Sremski Karlovci
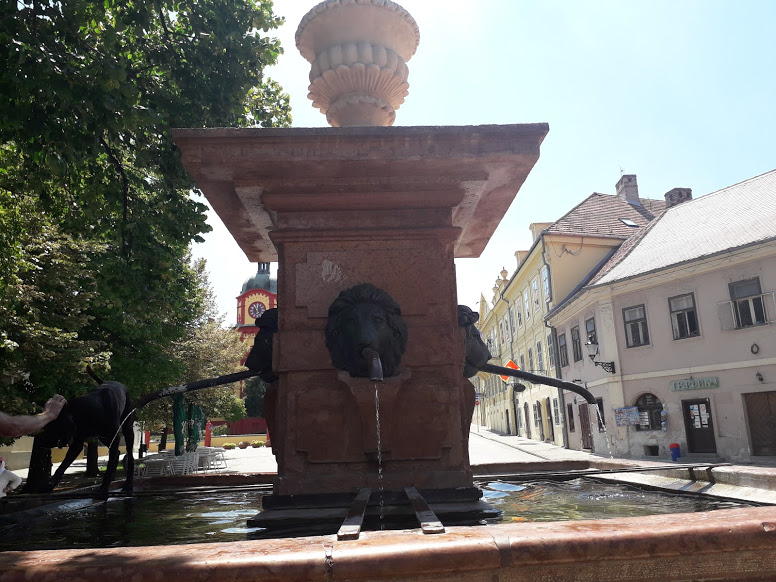
Fonte dos Quatro Leões em Sremski Karlovci